# Мирный (Егорьевский район)
Мирный — посёлок в Егорьевском районе Алтайского края России. Входит в состав Первомайского сельсовета.

## География
Расположен в юго-западной части края, у административной границей с Рубцовским районом.
Климат
умеренный, континентальный. Средняя температура января составляет −12,5 °C, июля — +18,6 °C. Годовое количество осадков составляет 362 мм.

## История
Посёлок основан в 1959 г. как одно из отделений Егорьевского семсовхоза.

## Население
| 1970 | 1979 | 1989 | 1992 | 1997 | 1998 | 1999 | 2000 | 2001 |
| ---- | ---- | ---- | ---- | ---- | ---- | ---- | ---- | ---- |
| 618  | ↘467 | ↘354 | ↗388 | ↗410 | ↗424 | ↘401 | ↘384 | ↘379 |
| 2002 | 2003 | 2004 | 2005 | 2006 | 2007 | 2008 | 2009 | 2010 |
| ↗388 | ↘371 | ↗375 | ↘351 | ↘325 | ↘305 | ↘281 | ↘270 | ↘262 |
| 2011 | 2012 | 2013 | 2014 |      |      |      |      |      |
| ↘261 | ↘251 | ↘245 | ↗282 |      |      |      |      |      |

Национальный состав
Согласно результатам переписи 2002 года, в национальной структуре населения русские составляли 92 % от 375 чел.

## Инфраструктура
В советское время действовало отделение Егорьевского семсовхоза.
Социальные услуги жители получают в селе Первомайское, где действует средняя общеобразовательная школа, детский сад и др., а также в городе Рубцовск.

## Транспорт
Посёлок доступен автомобильным транспортом.
Проходит автодорога регионального значения «Песчаный Борок — Первомайское — Ивановка» (идентификационный номер 01 ОП МЗ 01Н-0901).